# Ruda Talubska (przystanek kolejowy)
Ruda Talubska — stacja kolejowa w Rudzie Talubskiej, w województwie mazowieckim, w Polsce. Znajduje się tu 1 peron.

## Ruch pasażerski[1]
| Rok  | Wymiana pasażerska na dobę |
| ---- | -------------------------- |
| 2017 | 100-149                    |
| 2018 | 50-99                      |
| 2019 | 150-199                    |
| 2020 | 100-149                    |
| 2021 | 200-299                    |
| 2022 | 300-499                    |
| 2023 | 300-499                    |

## Linie
| Linia | Operator           | Trasa |
| ----- | ------------------ | --- |
| KM7   | Koleje Mazowieckie | Warszawa Zachodnia - Warszawa Śródmieście - Warszawa Wschodnia - Otwock - Celestynów - Ruda Talubska - Dęblin |